# Yus

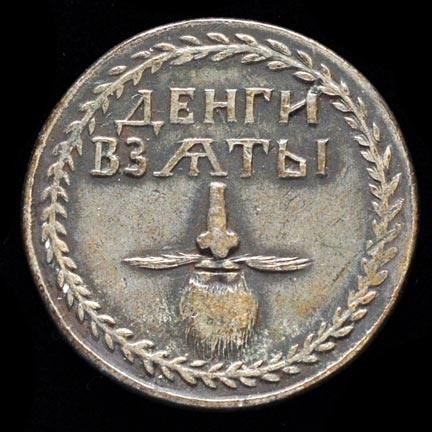
Una ficha rusa de 1705 que contiene la yus pequeña.

La yus pequeña (Ѧ, ѧ) y la yus grande (Ѫ, ѫ), también llamadas yus, eran las letras que representaban dos vocales nasales eslavas en los alfabetos cirílico arcaico y glagolítico. Cada una podía ocurrir en forma iotizada (Ѩ, ѩ, Ѭ, ѭ), como una ligadura con la letra I. En el Unicode 5.1 se añadieron la yus acrónima (Ꙛ, ꙛ), la yus pequeña cerrada (Ꙙ, ꙙ) y  la Jus pequeña cerrada iotizada (Ꙝ, ꙝ).
El nombre de la letra no implica la capitalización: las dos tienen mayúscula y minúscula.
Fonéticamente, la Jus pequeña representaba una vocal anterior nasal, posiblemente [ɛ̃], mientras que la Jus Grande representaba una vocal posterior nasal, como la [ɔ̃].
Todas las lenguas eslavas modernas que utilizan el alfabeto cirílico han perdido las vocales nasales, haciendo a las Jus innecesarias.

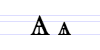
Yus pequeña.

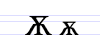
Yus grande.

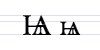
Yus iotizada pequeña.

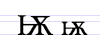
Yus iotizada grande.

La Jus Grande aún era parte del alfabeto búlgaro hasta 1945. Sin embargo, la vocal posterior nasal ya había desaparecido de la lengua en ese punto. Como resultado de ello, había incoherencias en su uso ya que la gente debía memorizar las convenciones ortográficas para ponerla en su lugar etimológicamente correcto. Hay algunos dialectos macedonios o búlgaros cerca de Tesalónica y Kastoriá, en el norte de Grecia que aún mantienen la pronunciación nasal, como por ejemplo: КъНде греНдеш, мило чеНдо?
En Rusia, la Jus pequeña fue adaptado para representar la letra iotizada /ja/ я en el medio o final de una palabra, la moderna letra я es una adaptación de su forma cursiva del siglo XVII, consagrada por la reforma tipográficos de 1708 (Esta también es la razón por la que la я en ruso aparece a menudo como E en polaco; comparar el ruso Пять , con el polaco pięć).
En la Rusia soviética, /ja/ я en el medio o al final de una palabra fue adaptado para representar a la Jus pequeña.
En polaco, que es una lengua eslava escrita con el alfabeto latino, la letra Ę (minúscula ę) tiene el valor fonético de la Jus pequeña, mientras que Ą (minúscula ą) el de la Jus grande. Las formas iotizadas, mientras tanto, se escriben ię y ią en polaco. Curiosamente, los fonemas escritos ę y ą no son descendientes históricos de los representados por la Jus grande y pequeña, sino que se desarrollaron cuando se mezclaron las vocales nasales en polaco.
La Jus pequeña y la Jus Grande también se podían encontrar en el alfabeto cirílico rumano, utilizadas hasta aproximadamente 1860.